# Tricondyloides elongatus
Tricondyloides elongatus är en skalbaggsart som beskrevs av Stefan von Breuning 1939. Tricondyloides elongatus ingår i släktet Tricondyloides och familjen långhorningar. Inga underarter finns listade i Catalogue of Life.